# Bernard Blum
Bernard Jacques Blum (* 1. September 1938 in Besançon; † 13. August 2014 in Paris) war ein französischer Agrarwissenschaftler, Industriemanager und Gründungspräsident der International Biocontrol Manufacturers Association (IBMA).
Er setzte sich für nachhaltige Entwicklung durch biologischen und integrierten Pflanzenschutz mit der Unterstützung von Entscheidungssystemen ein.

## Leben und Wirken
Bernard Blum besuchte die Schule zunächst in Besançon, später am Lycée Henri IV in Paris. Er studierte Agrarwissenschaften am Institut national agronomique Paris Grignon. Nach erfolgreichem Abschluss als Entomologe 1963 und Promotion in tropischer Landwirtschaft 1965 startete er seine berufliche Karriere im landwirtschaftlichen Forschungsinstitut  I.H.H.O. heute CIRAD in der Elfenbeinküste Parallel bildete er sich weiter an der internationalen Graduate Business School INSEAD in Fontainebleau, Frankreich.
Im Jahr 1972 begann Blum seine Karriere bei Ciba-Geigy (heute Novartis und Syngenta) in Basel. Er war jahrzehntelang verantwortlicher Entomologe und Regionalmanager für den großen Pflanzenschutzmarkt Naher Osten und Afrika. Als Regionalmanager in Afrika begann er mit der Nutzung von Entscheidungssystemen, d. h. technischen Möglichkeiten zur Reduktion des Gebrauchs von Pflanzenschutzmitteln in Baumwollkulturen. Sein Ziel eines naturnahen Pflanzenbaus und Pflanzenschutzes. Anfang der 1990er Jahre gründete er zusammen mit Fachkollegen die Académie du Biocontrôle et de la Protection Biologique Intégrée in Frankreich. 
Zusammen mit Freunden gründete er 1995 die International Biocontrol Manufacturers Association, deren Gründungspräsident und später Vizepräsident er war.
2008 initiierte er die jährlich stattfindende ABIM Konferenz im Rahmen von IBMA, die zur Förderung von neuen biologischen Produkten und Anwendungstechniken diente.
Nach seinem Ausscheiden bei Novartis gründete er 2005 seine eigene Firma AGROMETRIX Integrated Crop Management. Er setzte sich für die Wiederbeachtung von Biodiversität und eines integrierten Pflanzenschutzes auf der Basis eines systemischen und präventiven Ansatzes ein. Unter anderem begann er zusammen mit Herstellern von meteorologischen Messstationen mit der Entwicklung von kulturspezifischen Computerprogrammen für eine frühe Erkennung von Risikosituationen des Befalls von Feldern durch Insekten und Krankheiten, um gezieltere Interventionen mit weniger und alternativen Mitteln zu ermöglichen.
2008 wurde er Mitglied der Académie d'Agriculture de France und war dort für die Arbeitsgruppen Principe de précaution und Méthodes biointensives de protection des plantes verantwortlich.
In Europa beschäftigte er sich mit der möglichen Einführung der Sterile-Insekten-Technik (SIT) innerhalb eines europäischen und französischen Projekts (Region Biocontrol Sud-Quest).  
Er starb 2014 an einem Herzschlag.

## Ehrungen
- Die IBMA zeichnet seit 2014 jährlich die beste Innovation im Bereich des Biologischen Pflanzenschutzes mit dem Bernard Blum Preis aus.[6]